# Carlos de Pena
Carlos María de Pena Bonino (Montevideo, 11 de marzo de 1992) es un futbolista uruguayo. Juega de centrocampista en el Coritiba del Campeonato Brasileño de Serie B.

## Trayectoria

### Nacional
Debutó por Copa Libertadores el 19 de febrero de 2013 en la remontada por 3 a 2 contra Toluca de visitante, en el Estadio Nemesio Díez, ubicado a más de 2600 metros de altura sobre el nivel del mar. 
Con Nacional logró dos títulos oficiales: en noviembre de 2014 logró el Torneo Apertura, y posteriormente, se consagró campeón del Campeonato Uruguayo tras ganar 3-2 ante Peñarol.

### Middlesbrough
En septiembre de 2015, de Pena fichó por Middlesbrough de la Football League Championship (segunda división de Inglaterra), un equipo que tiene como objetivo el ascenso a la Premier League. Allí comparte vestuario con su compatriota Christian Stuani y el venezolano Fernando Amorebieta. Su debut como titular en el club fue por Copa de la Liga ante Wolverhampton, que terminó con victoria 3-0.
Jugó sus primeros minutos en Championship el 3 de octubre en la derrota 0-2 frente a Reading, donde ingresó en el minuto 70 por el mediocampista Diego Fabbrini. Su primer partido como titular fue ante Fulham el 17 de octubre, encuentro que terminó 0-0.

### Real Oviedo
En enero de 2017 llegó cedido al Real Oviedo de la Segunda División de España hasta final de temporada.

### Vuelta a Nacional
En enero de 2018 volvió al club donde debutó, de cara a la temporada 2018, Nacional decidió no renovar su vínculo en diciembre del mismo año.

### Dinamo de Kiev
El 10 de abril de 2019 se hizo oficial su fichaje por el F. C. Dinamo de Kiev hasta final de temporada con opción de continuar otra temporada. Fue elegido por la afición del Dinamo de Kiev como mejor jugador del equipo con el 31% de los votos.

## Estadísticas
| Nacional · Uruguay                                         | 1.ª           | 2012-13       | 6   | 1  | —  | — | 0  | 0 | 4  | 0 | 10  | 1  |
| Nacional · Uruguay                                         | 1.ª           | 2013-14       | 24  | 3  | —  | — | 0  | 0 | 6  | 2 | 30  | 5  |
| Nacional · Uruguay                                         | 1.ª           | 2014-15       | 26  | 9  | —  | — | 0  | 0 | 2  | 0 | 28  | 9  |
| Nacional · Uruguay                                         | 1.ª           | 2015-16       | 2   | 2  | —  | — | 0  | 0 | 3  | 0 | 5   | 2  |
| Middlesbrough F. C. Inglaterra                             | 2.ª           | 2015-16       | 6   | 0  | —  | — | 4  | 0 | ―  | ― | 10  | 0  |
| Middlesbrough F. C. Inglaterra                             | 1.ª           | 2016-17       | 0   | 0  | —  | — | 0  | 0 | ―  | ― | 0   | 0  |
| Middlesbrough F. C. Inglaterra                             | Total club    | Total club    | 6   | 0  | 0  | 0 | 4  | 0 | 0  | 0 | 10  | 0  |
| Real Oviedo · España                                       | 2.ª           | 2016-17       | 7   | 1  | —  | — | ―  | ― | ―  | ― | 7   | 1  |
| Real Oviedo · España                                       | Total club    | Total club    | 7   | 1  | 0  | 0 | 0  | 0 | 0  | 0 | 7   | 1  |
| Nacional · Uruguay                                         | 1.ª           | 2018          | 14  | 1  | —  | — | 1  | 0 | 11 | 0 | 26  | 1  |
| Nacional · Uruguay                                         | Total club    | Total club    | 72  | 16 | 0  | 0 | 1  | 0 | 26 | 2 | 99  | 18 |
| F. C. Dinamo de Kiev · Ucrania                             | 1.ª           | 2018-19       | 8   | 1  | —  | — | 0  | 0 | 0  | 0 | 8   | 1  |
| F. C. Dinamo de Kiev · Ucrania                             | 1.ª           | 2019-20       | 28  | 9  | —  | — | 4  | 0 | 6  | 0 | 38  | 9  |
| F. C. Dinamo de Kiev · Ucrania                             | 1.ª           | 2020-21       | 19  | 3  | —  | — | 3  | 1 | 11 | 3 | 33  | 7  |
| F. C. Dinamo de Kiev · Ucrania                             | 1.ª           | 2021-22       | 16  | 2  | —  | — | 1  | 0 | 6  | 0 | 23  | 2  |
| F. C. Dinamo de Kiev · Ucrania                             | Total club    | Total club    | 71  | 15 | 0  | 0 | 8  | 1 | 23 | 3 | 102 | 19 |
| S. C. Internacional · Brasil                               | 1.ª           | 2022          | 34  | 5  | —  | — | 0  | 0 | 9  | 0 | 43  | 5  |
| S. C. Internacional · Brasil                               | 1.ª           | 2023          | 27  | 2  | 12 | 2 | 4  | 0 | 11 | 1 | 54  | 5  |
| S. C. Internacional · Brasil                               | 1.ª           | 2024          | ―   | ―  | 5  | 1 | ―  | ― | ―  | ― | 5   | 1  |
| S. C. Internacional · Brasil                               | Total club    | Total club    | 61  | 7  | 17 | 3 | 4  | 0 | 20 | 1 | 102 | 11 |
| E. C. Bahia · Brasil                                       | 1.ª           | 2024          | 31  | 0  | ―  | ― | 6  | 1 | ―  | ― | 37  | 1  |
| E. C. Bahia · Brasil                                       | Total club    | Total club    | 31  | 0  | 0  | 0 | 6  | 1 | 0  | 0 | 37  | 1  |
| Coritiba · Brasil                                          | 2.ª           | 2025          | 0   | 0  | ―  | ― | ―  | ― | ―  | ― | 0   | 0  |
| Coritiba · Brasil                                          | Total club    | Total club    | 0   | 0  | 0  | 0 | 0  | 0 | 0  | 0 | 0   | 0  |
| Total carrera                                              | Total carrera | Total carrera | 248 | 39 | 17 | 3 | 23 | 2 | 69 | 6 | 357 | 50 |
| (1)Incluidos los datos de la Copa Libertadores (2013-act.) |               |               |     |    |    |   |    |   |    |   |     |    |

## Palmarés

### Torneos nacionales
| Título                  | Club                 | País    | Año     |
| ----------------------- | -------------------- | ------- | ------- |
| Torneo Apertura         | Nacional             | Uruguay | 2014    |
| Campeonato Uruguayo     | Nacional             | Uruguay | 2014-15 |
| Torneo Intermedio       | Nacional             | Uruguay | 2018    |
| Supercopa de Ucrania    | F. C. Dinamo de Kiev | Ucrania | 2019    |
| Copa de Ucrania         | F. C. Dinamo de Kiev | Ucrania | 2020    |
| Supercopa de Ucrania    | F. C. Dinamo de Kiev | Ucrania | 2020    |
| Liga Premier de Ucrania | F. C. Dinamo de Kiev | Ucrania | 2021    |
| Copa de Ucrania         | F. C. Dinamo de Kiev | Ucrania | 2021    |

### Distinciones individuales
| Distinción                                                            | Año     |
| --------------------------------------------------------------------- | ------- |
| Integrante del equipo ideal del Campeonato Uruguayo por El Observador | 2014-15 |